# O Deza
O Deza és una comarca de Galícia, a la província de Pontevedra. La seva població és de més de 45.000 habitants. El Deza coincideix amb l'antiga comarca de País del Deza, és a dir, les jurisdiccions de Deza, Camba, Dozón, Trasdeza, Carbia i Valquireza. Està composta pels municipis: 
- Silleda
- Vila de Cruces
- Agolada
- Rodeiro
- Dozón
- Lalín capital

## Situació geogràfica
Està situada en el nord de la província de Pontevedra, coincidint amb el centre geogràfic de Galícia. Limita al nord amb les comarques d'Arzúa i Terra de Melide (província de la Corunya); al Sud, amb la comarca d'O Carballiño (província d'Ourense); a l'est, amb la comarca de Chantada (província de Lugo) i a l'oest, amb Tabeirós-Terra de Montes (de la província de Pontevedra).
Els límits naturals de la comarca del Deza estan perfectament definits: al Nord, està separat de la província de La Corunya pel riu Ulla; a l'Est, limita amb Lugo amb les serres del muont Farelo i del Far; al Sud, amb la serra que va des de les muntanyes de Testeiro fins a Pena de França i a l'Oest, amb la comarca de Tabeirós-Terra de Montes, el mont Sant Sebastià i la serra del Candán. Aquesta comarca està banyada pels rius Deza i Arnego. El riu Deza, i el seu afluent Asneiro, neixen en el Testeiro. El riu Arnego neix en la Serra del Far, en el límit amb Chantada.

## Història
Els límits de la comarca només van sofrir canvis insignificants durant segles, i ja abans del segle VI van tenir una relativament alta densitat de població. Dhais, fill de Brigo, el fundador de Galícia, és qui dona nom a la comarca, i va ser atret a ella per la caça major i menor. O potser el nom provingui del General romà Deci Juni Brut, que va iniciar la incorporació de Galícia a l'Imperi Romà a mitjan segle II adC. O pot ser que ve del substantiu decius, que significa amo de terres.